# منزل نواب وكيل
منزل نواب وكيل (بالفارسية: خانه نواب وکیل) هو منزل تاريخي يعود إلى عصر القاجاريون، ويقع في يزد.